# Пархоменко Володимир Олександрович
Володи́мир Олекса́ндрович Пархо́менко (нар. 9(21) вересня 1880, село Сміле Роменського повіту Полтавської губернії (тепер Роменський район Сумської обл.) — 1942, м. Ленінград) — український історик, державознавець.

## Біографія
Пархоменко Володимир Олександрович народився 9 вересня 1880 року в с. Сміле Полтавської губернії.
Освіту здобув у Полтавській семінарії та Санкт-Петербурзькій Духовній Академії (1905), кандидат богослов'я (1905); закінчив Археологічний інститут (1905). З грудня 1905 р. викладав у Полтавській семінарії. Брав активну участь у створенні Полтавського церковно-археологічного комітету (1906).
У 1912 р. здобув ступінь магістра. У 1913–1917 рр. — викладач Тіфліського учительського інституту і директор Сухумської учительської семінарії.
З 1917 р. — директор Канівської гімназії та приват-доцент кафедри російської історії Університету Св. Володимира. З 1919 р. працює в Кубанському політехнічному інституті та Кубанському університеті. У 1920–1921 рр. організував та очолив Північнокавказьку етнолого-археологічну комісію. З 1921 р. — викладач Київського інституту народної освіти, Київського археологічного інституту.
Співробітник ВУАН (Всеукраїнська Академія Наук) (1921). Від 1924 р. — викладач в Полтавському інституті народної освіти. З 1925 по 1929 рр. — професор Дніпропетровського інституту народної освіти і директор відділу в Дніпропетровському обласному історико-археологічному музеї, голова Дніпропетровського наукового товариства.
У 1929 у зв'язку зі «справою СВУ» за сфабрикованим звинуваченням був засуджений до 10 років концтаборів. У червні 1933 року достроково як інвалід звільнений з ув'язнення. Згодом В. Пархоменко влаштувався на роботу в одній з установ АН СРСР в Ленінграді, де він і загинув під час блокади.
Реабілітований у червні 1989 року.

## Наукова діяльність
Напрямки наукових інтересів: історія Русі, історія церкви в Україні.
Перші праці Пархоменка присвячені ранній історії християнства на Русі, історії української церкви. Найґрунтовніша з них — «Початок християнства на Русі» (1913) — дістала ряд схвальних відгуків фахівців, зокрема академіка О. О. Шахматова. З часом В. Пархоменко перейшов до ширшого вивчення історії Давньої Русі, зосередившись на питанні про варязькі та хозарські впливи на утворення східнослов'янської державності, вивченні державницької діяльності перших руських князів тощо. Він заперечував роль варягів в утворенні Київської Русі, але підтримував пантюркістські (зокрема хозарські) теорії походження давньоруської державності, розглядав утворення Київської Русі як наслідок боротьби південно-східних слов'ян (мешканців хозарського Приазов'я) з їх південно-західною групою (див. Теорії походження київської держави).

## Праці

### Монографії
1. Очерк истории Переяславско-Бориспольской епархии (1733—1785 г.г.) в связи с общим ходом малороссийской жизни того времени. Опыт церковно-политического исследования.— Полтава, 1908.— 98+XXXII с.; Изд. 2-е, перераб., с прилож. новых материалов.— Полтава, 1910.— 182 с.
2. Начало христианства Руси. Очерк из истории Руси IX—X в.в.- Полтава: электр. тип. Г. И. Маркевича, 1913. — [2], VIII, 191 с.
3. Церковная политика Ярослава Мудрого. — Харьков: Епарх. тип., 1913. — 7 с.; 24
4. У истоков русской государственности (VIII—XI вв.)— Ленинград, 1924.— 116 с.
5. Початок історично-державного життя на Україні.— К., 1925.— 36 с.

### Брошури, окремі відбитки
1. Церковно-историческое значение города Переяслава.— Полтава, 1907.
2. Патриарх Константинопольский Серафим II, умерший и погребенный в Лубенском Спасо-Преображенском монастыре.— Полтава, 1908.— 8 с.
3. Древнерусская княгиня святая равноапостольная Ольга (вопрос о крещении ее).— К, 1911,— 26 с.
4. Христианство в Киевской Руси при Ярополке, брате Владимира Святого.— Харьков, 1913.
5. Русь в IX веке.— Петроград, 1918.— 14 с.
6. Святая княгиня Ольга.— Житомир, 1927.
7. До питання про норманське завоювання і походження Руси.— К., 1938.

### Статті, замітки, рецензії
1904
1. Гервасій Линцевский. (Матеріалы по исторіи Переяславской епархіи третьей четверти XVIII ст.) // Киевская Старина (далі — КС).— 1904.— № 12.— С. 408—443.
2. О расширении пределов Переяславской епархии в 1756 и 1757 годах // КС.— 1904.— № 12.— С. 146—148.

1905
1. Письмо в редакцию (поправки к статье «Гервасий Линцевский») // КС.— 1905.— № 1,— С. 17—18.
2. Был-ли игумен Значко-Яворский организатором украинского восстания 1768 г.? // КС.— 1905.— № 1.— С. 4—7.
3. Несколько слов о Малороссийских архивах // КС.— 1905.— № 2.— С. 136—138.
4. [Рец. на:] Гейсман А. П. Русские войска и конфедерации в Польше в 1767 и 1768 гг. // Варшавский военный журнал.— 1904 // КС.— 1905.— № 1.— С. 42—44.
5. Земский собор, избравший на царство Михаила Федоровича // Наука и жизнь.— 1905.— № 2.— С. 453—470.
6. Князь Н. В. Репнин и Георгий Конисский // КС.— 1905.— № 3.— С. 242—243.
7. К истории Колиивщины (материалы) // КС.— 1905.— № 3.— С. 236—242.
8. [Рец. на:] Иваницкий С. Переяславский епископ Гервасий Линцевский и начало воссоединения униатов в западной или польской Украине (1757—1769) // КС.— 1905.— № 4.— С. 1—6.
9. К вопросу о суде над Мелхиседеком Значко-Яворским // КС.— 1905.— № 4.— С. 46—47.
10. И. П. Котляревский — ученик Екатеринославской семинарии // КС.— 1905.— № 7/8.— С. 46—47.
11. К вопросу о народных реакциях в Украине в XVIII в. // КС.— 1905.— № 7/8.— С. 108—116.
12. «Стужа» в Малороссии в марте 1748 г. // КС.— 1905.— № 9.— С. 115.
13. Из истории образования на Украине // КС.— 1905.— № 9.— С. 235—247; № 10.— С. 126—132.
14. К вопросу о доходах и расходах архиерейских кафедр в 18 в. (доходы и расходы кафедры переяславской в 1771—1776 гг.) // КС.— 1905.— № 10.— С. 1—5.
15. Указ императрицы Анны Иоановны правителю Малороссии князю Шаховскому — о браках малороссов // КС.— 1905.— № 10.— С. 1.
16. Дело епископа Черниговского Ираклия и иеромонаха Иеремии Гусаревского // КС.— 1905.— № 10.— С. 5—7.
17. Статистические сведения о церквах и православном населении русской части Малороссии в 1780 годах // КС.— 1905.— № 10.— С. 7—8.
18. Дело об избрании войта в Киеве в 1734 году // КС.— 1905.— № 11/12,— С. 67.
19. Конец старой Малороссии. (1733—1786 гг. в истории левобережной Украины) // КС.— 1905.— № 11/12,— С. 343—349.
20. Несколько данных о духовных семинариях в Переяславе и Полтаве в конце 18 века // Полтавские Епархиальные Ведомости (далі — ПЕВ).— 1905.— № 23.— С. 862—864.

1906
1. К истории взаимных отношений малороссийских светских и духовных властей в XVIII в. // КС.— 1906.— № 1.— С. 11—12.
2. К истории материального положения малороссийского духовенства в 18 веке // КС.— 1906.— № 5/6,— С. 6—8.
3. К истории Киево-Софийского собора // КС.— 1906.— № 5/6,— С. 8—9.
4. Разведение табаку в Малороссии в 1760-х годах // КС.— 1906.— № 5/6,— С. 8.
5. Из истории борьбы малороссийского духовенства за свои права в 18 веке // КС.— 1906.— № 9.— С. 13—15.
6. К истории материального положения Переяславской кафедры и семинарии в 18 веке // ПЕВ.— 1906.— № 7.— С. 354—358.
7. Нужды и пожелания, заявленные Переяславским духовенством в Екатерининскую комиссию // ПЕВ.— 1906.— № 8.— С. 411—415.
8. Переяславская семинария в конце 18 века (1785—1800 гг.) // ПЕВ.— 1906.— № 12.— С. 584—585.
9. [Рец. на:] Правительство имп. Анны Ивановны в его отношениях к делам Правосл. Церкви. Исследование Б. В. Титлинова.— Вильна, 1905; А. Маціевич, митрополит Ростовский и Ярославский.— Санкт-Петербург, 1905 // ПЕВ.— 1906.— № 12.— С. 586—587.
10. Отношение духовенства переяславской епархии в XVIII веке к обучению своих детей в семинарии // ПЕВ.— 1906.— № 15.— С. 701—704.
11. К истории церковно-приходской жизни Левобережной Украины в ХѴІІІ веке // ПЕВ.— 1906.— № 16,— С. 732—742.
12. Страница из истории Переяславской епархии (попытка избрания епископа духовенством в 1752 г.) // ПЕВ.— 1906.— № 18.— С. 818—821.

1907
1. Церковно-историческое значение г. Переяслава // Труды Полтавской ученой архивной комиссии. — Полтава, 1907.— Вып. IV.— С. 227—235
2. К тысячелетнему юбилею города Переяслава // ПЕВ.— 1907.— № 18.— С. 849—853.

1908
1. Сообщение о собранных вещах во время летней поездки (1906) священика Владимира Трипольского // Труды Полтавского церковного историко-археологического комитета.— Полтава, 1908.— Вып. 1.— С. 5—6, 8.
2. Отчет члена-делопроизводителя о деятельности комитета за первый год существования // Труды Полтавского церковного историко-археологического комитета.— Полтава, 1908.— Вып. 1.— С. 36—45.
3. Образование и состав Переяславеко-Бориспольской епархии (1733—1850 гг.) // Труды Полтавского церковного историко-археологического комитета.— Полтава, 1908.— Вып. 1.— С.51.
4. Сильвестр Лебединский, переяславский епископ Полтавской епархии (К столетию со дня кончины) // Труды Полтавского церковного историко-археологического комитета.— Полтава, 1908.— Вып. 2.— С. 1-24.
5. Патриарх Константинопольский Серафим II, умерший и погребенный в Лубенском Спасо-Преображенском монастыре // Труды Полтавского церковного историко-археологического комитета.— Полтава, 1908.— Вып. 2.— С. 25—32.
6. Доклад члена-делопроизводителя о командировке на Черниговский Археологический Съезд // Труды Полтавского церковного историко-археологического комитета.— Полтава, 1908.— Вып. 2.— С. 66—70.
7. Отчет члена-делопроизводителя о деятельности Комитета во второй год существования // Труды Полтавского церковного историко-археологического комитета.— Полтава, 1908.— Вып. 2.— С. 71—74.
8. Из истории Переяславско-Полтавской епархии. 1785—1807 г.г. // ПЕВ.— 1908,— № 16.— С. 691—696; № 17.— С. 737—743.
9. К столетию со дня кончины архиепископа Сильвестра Лебединского // ПЕВ.— 1908.— № 29.— С. 1158—1159.

1909
1. [Рец. на:] Малицкий П. И. История Христианской Церкви.— Тула, 1909.— Вып. 1 // ПЕВ.— 1909,— № 28.— С. 1165—1168.
2. Забытый юбилей // ПЕВ.— 1909,— № 28.— С. 1180—1182.

1910
1. Мельхиседек Значко-Яворский. (К столетию со дня его смерти) // Русская старина.— 1910.— № 6.— С. 627—632.
2. [Рец. на:] Труды Полтавской ученой архивной комиссии.— Полтава, 1909—1910.— Ч. 1—2; Павловский И. Ф. Полтава: историч. очерк.— Полтава, 1910 // ПЕВ.— 1910.— № 6.— С. 459—460.

1911
1. О крещеніи св. княгини Ольги // Вера и разум (Харьков).— 1911.— № 10.— Кн. 2,— С. 429—446.
2. К вопросу о крещении св. кн. Ольги // Вера и разум.— 1911.— № 19.
3. Епископ Переяславский Арсений Берло, его личность и среда архипастырской деятельности // ПЕВ.— 1911.— № 3.— С. 199—206; № 9.— С. 562—568.
4. Софроний, епископ Иркутский, уроженец Полтавско-Переяславской епархии (По поводу подннятия вопроса о его прославлении) // ПЕВ.— 1911.— № 13.— С. 805—807.
5. Из церковной жизни Левобережной Украины в XVIII веке // ПЕВ.— 1911.— № 13.— С. 837—842; № 14.— С. 945—949; № 15.— С. 1015—1020; № 16.— С. 1078—1082.

1912
1. Свидѣтельство продолжателя хроники Регинона о крещеніи св. княгини Ольги // Вера и разум.— 1912.— № 1.
2. Отчет о командировке на XV Всероссийском Археологическом съезде в Новгороде // Труды Полтавского церковного историко-археологического комитета.— Полтава, 1912.— Вып. 3.— С. 179—186.
3. Феофан Шиянов, второй епископ Полтавской епархии. (К столетию со дня кончины) // Труды Полтавского церковного историко-археологического комитета.— Полтава, 1912.— Вып. 3.— С. 3—13.
4. Христіанство Руси до Владиміра Святого // Вера и разум.— 1912.— № 9, 10

1913
1. Три центра древнейшей Руси // Известия Императорской академии наук по отделению русского языка и словесности (далі — ИОРЯС).— Санкт-Петербург, 1913,— Т. XVIII, кн. 2.— С. 79—87.
2. Три момента начальной истории русского христианства: Игорь «Старый», Владимир Святой и Ярослав Мудрый (по поводу нового исследования М. Д. Приселкова) // Известия Отделения русского языка и словесности Императорской Академии наук. — СПб., 1913. — Т. XVIII. Кн. 4. — С. 371—380
3. Христіанство въ Кіевской Руси при Ярополкѣ, братѣ Владиміра Святого // Вера и разум.— 1913.— № 7
4. Начало христіанства на территоріи нынѣшней Россіи // Вера и разум.— 1913.— № 8
5. Первыя сѣмена христіанства у Руси въ IX в. // Вера и разум.— 1913.— № 10
6. Къ вопросу о крещеніи Владиміра Святого и христіанизаціи при немъ Руси// Вера и разум.— 1913.— № 11

1914
1. К вопросу о хронологии и обстоятельствах жизни летописного Олега // ИОРЯС.— Санкт-Петербург, 1914.— Т. XIX, кн. 1.— С. 220—236.
2. В какой мере было тенденциозно не сохранившееся древнейшее «Житие Антония Печерского» (По поводу новой книги г. Приселкова) // ИОРЯС.— Санкт-Петербург, 1914.— Т. XIX, кн. 1.— С. 237—241.
3. К истории начального христианства на Руси (По поводу нового исследования г. Аничкова) // Известия Отделения русского языка и словесности Императорской Академии наук. — СПб., 1914. — Т. XIX. Кн. 3. — С. 80—84.
4. Почему Святослав посадил сыновей своих — Олега в земле Древлянской и Владимира в Новгороде // Известия Отделения русского языка и словесности Императорской Академии наук. — СПб., 1914. — Т. XIX. Кн. 4. — С. 139—142.
5. Ответ на рецензию г. Приселкова // Известия Отделения русского языка и словесности Императорской Академии наук. — СПб., 1914. — Т. XIX. Кн. 4. — С. 257—259.

1915
1. Несколько замечаний о норманской теории происхождения Руси (По поводу рецензии А. А. Шахматова на мою книгу) // Журнал Министерства народного просвещения.— Петроград, 1915.— Ч. X.— № 2.— Отд. 2.— С. 430—433.

1918
1. Русь в IX веке // ИОРЯС,— Петроград, 1918,— Т. XXII, кн. 2,— С. 127—140.

1920
1. Из древнейшей истории Восточного Славянства. По поводу изысканий А. А. Шахматова в области теории и этнографии древнейшей Руси // Известия Отделения русского языка и словесности Российской Академии Наук. 1920. — Пг., 1922. — Т. XXV. — С. 476—485.

1923
1. Питання про початок історично-державного життя у східних слов'ян // Наук. записки Київ, науково-дослідних катедр ВУАН.— К., 1923.— Т. 1.— С. 107—109.
2. Происхождение Руси // Русское прошлое: Исторические сборники.— Ленинград, 1923.— Кн. 4.

1924
1. Олег та Ігор (До питання про їх взаємовідносини) // Записки Історично-філологічного відділення ВУАН (далі — ЗІФВ ВУАН).— К., 1924.— Кн. IV.— С. 145—147.
2. Норманизм и антинорманизм (К вопросу о происхождении имени «Русь») // Известия Отделения русского языка и словесности Российской Академии Наук. 1923 г. — Л., 1924. — Т. XXVIII. — С. 71—74.
3. О происхождении русского государства // Накануне.— Берлин, 1924.
4. Вопрос о времени существования и местонахождения Тмуторокани: Тезисы доклада // Бюллетень конференции археологов СССР в Керчи,— 1924.- С.4.

1925
1. Із листування з акад. О. О. Шахматовим // Україна.— К., 1925.— Кн. 6.— С. 125—128.
2. [Рец. на:] Lubor Niederle. Slovanské starožitnosti. Původ a počatky Slovanů východních. Oddil I. Svazek IV. V Praze. 1924. 286 стор. // Червоний шлях (Харків).— 1925.— № 6/7.— С. 320—321.
3. Чи була Коліївщина 1768 р. народнім рухом? [3 приводу статті О. Гермайзе «Коліївщина в світлі новознайдених матеріалів»] // Червоний шлях.— 1925.— № 8,— С. 101—102.

1926
1. Древляне и поляне // ИОРЯС.— Ленинград, 1926— Т. XXXI.— С. 267—270.
2. [Рец. на:] Яворський М. І. Нарис історії України, ч.ч. І і II. — К., 1925 // Червоний шлях.— 1926.— № 1.— Ч. 1—2.— С. 282.
3. [Рец. на:] Лященко А. И. Летописные сказания о смерти Олега Вещего. Відбитка із т. XXIX «Известий отделения русского языка и словесности Российской Академии Наук», стор. 254—288, Ленінград, 1925 р. // Червоний шлях.— 1926.— № 2.— С. 189—190.
4. [Рец. на:] Марр Н. Из переживаний доисторического населения Европы, племенных или классовых, в русской речи и топонимике. Чувашське Держ. Видавн., Чебоксари, 1925, ст. 22 // Червоний шлях.— 1926.— № 5/6.— С. 259—260.
5. [Рец. на:] Тексты и разыскания по кавказской филологии. Том 1.— Ленинград, 1925 // Червоний шлях.— 1926.— № 5/6.— С. 255—256.
6. [Рец. на:] Київ та його околиця в історії і пам'ятках. Під редакцією академика М. Грушевського. Державне Видавництво України. 1926 р. Стор. 475 + X // Червоний шлях.— 1926. — № 7/8.— С. 295—296.
7. [Рец. на:] Українська Академія Наук. Збірник історично-філологічного відділу № 33. Акад. Володимир Перетц. Слово о полку Ігоревім. Пам'ятка феодальної України — Руси XII віку. Вступ. Текст. Коментар. У Київі — 1926 р стор. IX + 356. Ціна 4 карб. 25 Коп. // Червоний шлях.— 1926. — № 11/12.— С. 257—258.

1927
1. Князь Чорний (До питання про добу сіверської колонізації Подесення) // Ювілейний збірник на пошану акад. Д. І. Багалія.— К., 1927.— С. 379—382.
2. Киевская Русь и печенеги (к вопросу о взаимоотношении Киевской Руси со степью) // Вторая конференция археологов СССР в Херсонесе 10 — 13 сентября 1927 года: по случаю столетия херсонесских раскопок (1827—1927) / Печатается по постановлению Пленума Конференции / Редакционная коллегия: А. Н. Деревицкий, К. Э. Гриневич, Н. Л. Эрнст. — Севастополь: Издание Херсонесского музея, 1927.- с. 49-51.
3. Питання про слов'янську колонізацію Лівобережжя в домонгольську добу // Записки Дніпропетровського інституту народної освіти.— Дніпропетровськ, 1927.— Т. 1.— С. 369—372.
4. Нариси передісторичного життя на Полтавщині // Полтавщина: Збірник.— Полтава, 1927.— Т. 2,— С. 151—158.
5. [Рец. на:] Василенко-Полонська Н. З історії останніх часів Запорожжя // ЗІФВ ВУАН.— 1926.— Кн. 9 // Червоний шлях.— 1927.— № 4,— С. 241—242.
6. [Рец. на:] Охорона пам'яток культури на Україні: Збірник I.— Харків, 1927 // Червоний шлях.— 1927.— № 6. — С. 261.

1928
1. «Киевская Русь и Хазария». (Роль хазарского торгового капитала в истории Киевской державы) // Slavia.— Praha, 1927—1928.— Rok VI.— S. 380—387.
2. Про культуру тюрків нашого степу IX—XIII вв. // Східний світ (Харків).— 1928,— № 3/4.— С. 307—309.
3. Чорні клобуки // Східний світ.— 1928.— № 5.— С. 242—246.
4. Нові історичні проблеми Київської Русі // Україна.— 1928.— Кн. 6.— С. З—5.
5. Новые толкования «Записки Готского топарха» // Известия Таврического общества истории, археологии и этнографии. — Том 2 (59-й) / Под редакцией секретаря о-ва Н. Л. Эрнста. — Симферополь, 1928. — с. 133—135
6. До питання про політику гетьмана Самойловича // Юв. збірник на пошану акад. М. С. Грушевського.— К., 1928.— Т. 1.— С. 225—226.
7. З приводу рецензії В. К. Дем'янчука на книгу проф. П. Бузука // ЗІФВ ВУАН.— К.,1928. — Кн. XVIII. — С. 333.
8. [Рец. на:] Яфетический сборник.— Ленинград, 1927 // Україна.— 1928.— Кн. 2.— С. 165—166.
9. [Рец. на:] Слабченко М. Соціально-правова організація Січі Запорізької.— К., 1927 // Червоний шлях.— 1928. — № 3.— С. 158—159.

1929
1. Каганат Русі. [З приводу кн. П. Смирнова «Волзький шлях і стародавні руси»] // Східний світ.— 1929.— № 1/2 (7-8).— С. 357—359.
2. Русь та печеніги. До справи стародавніх зв'язків Руси зі Сходом // Східний світ.— 1929.— № 1/2 (7-8).— С. 287—293.
3. До питання про татарсько-козацькі взаємини XVI—XVII в.в. [З приводу статті В. Дубровського «Про вивчення взаємин України та Туреччини в другій половині XVII ст.»] // Східний світ.— 1929.— № 1/2 (7-8).— С. 359—360.
4. Русь, степ та варяги // Наукові записки Дніпропетровського Товариства при ВУАН.— Дніпропетровськ, 1929.— Т. 1.
5. [Рец. на:] Смирнов П. Волзький шлях і стародавні руси.— К., 1928 // Україна.— 1929.— Січ.—лют.— С. 94—95.
6. [Рец. на:] Мирза-Авакьянц Н. История Украины в связи с историей Западной Европы.— [Москва], 1928 // Червоний шлях.— 1929.— № 4.— С. 213.
7. [Рец. на:] Багалій Д. І. Нарис історії України на соціально-економічному ґрунті.— К., 1928 // Червоний шлях.— 1929.— № 7.— С. 249—250.

1930
1. Русь и печенеги // Slavia.— Praha, 1929—1930.— Rok VIII.— S. 138—144.
2. Рец. на: П. Смирнов «Волзький шлях і стародавні руси» (1928) // Slavia.— Praha, 1929—1930.— Rok VIII.— S. 166—168.
3. Кризис Варяжской державы в Киеве // Slavia.— Praha, 1929—1930.— Rok VIII.— S. 765—770.
4. Рец. на: Д. И. Багалей «Нарис історії України на соціально-економическому грунті. Том 1» (1928) // Slavia.— Praha, 1929—1930.— Rok VIII.— S. 829—830.

1937
1. Когда жил Вещий Олег? (К вопросу о подлинности Кембриджского еврейско-хазарского документа) // Slavia.— Praha, 1937.— S. 170—171.
2. [Рец. на:] Артамонов М. И. Очерки древнейшей истории хазар.— [Москва], 1936 // Историк-марксист (Москва).— 1937.— № 5/6.— С. 200—201.

1938
1. Древняя история России в освещении Ключевского и Преснякова // Вестник древней истории (далі — ВДИ) (Москва).— 1938.— № 3.— С. 199—203.
2. К вопросу о «норманском завоевании» и происхождении Руси // Историк-марксист.— 1938.— № 4.— С. 106—111.
3. [Рец. на:] Греков Б., Якубовский А. Золотая Орда.— Ленинград, 1937 // Историк-марксист.— 1938.— № 4.— С. 148—150.
4. Первая известная точная дата существования государства Руси // Историк-марксист.— 1938.— № 6.— С. 191—192.

1939
1. К вопросу о Тмуторокани. По поводу работ В. Мавродина // Историк-марксист.— 1939.— № 1.— С. 195—197.
2. [Рец. на:] Пресняков А. Е. Лекции по русской истории. Том 1. Киевская Русь. — Москва, 1938.— 279 с. // Исторический журнал.— 1939.— № 1.— С. 124—125.
3. К истории державы Рюриковичей (Обзор литературы за 1938 г.) // ВДИ.— 1939.— № 3.— С. 144—147.

1940
1. Следы половецкого эпоса в летописях // Проблемы источниковедения. Сборник 3 .— Москва; Ленинград, 1940.— Сб. 111.— С. 391—393.

1941
1. Характер и значение эпохи Владимира, принявшего христианство // Ученые записки ЛГУ.— Ленинград, 1941.— Вып. VIII.— № 73.— С. 203—204.
2. [Рец. на:] Мавродин В. Очерки истории Левобережной Украины.— Ленинград, 1940 // Историк-марксист.— 1941.— № 1.— С. 120—122.

1995
1. Степовики нашого Півдня X—XIII ст. // Під знаком Кліо. На пошану О. Апанович: Зб. статей.— Дніпропетровськ, 1995.— С. 96—101 [Публікація Г. Швидько].
2. Русь та печеніги: До справи стародавніх зв'язків Руси зі Сходом // Східний світ.— 1995.— № 1.— С. 88—91 [Передрук з: Східний світ.— 1929.— № 1/2].

1997
1. Тмуторокань // Середньовічна Україна: Зб. наук. праць.— К, 1997.— Вип. 2.— С. 274—287 [Публікація В. Рички].